# Peritatge cal·ligràfic
El peritatge cal·ligràfic és una disciplina de la criminalística amb el propòsit de comparar escrits i determinar falsificacions de documents. Dins del món comercial, analitza principalment firmes per evitar estafes per documents alterats o falsificats. Dins de les anàlisis es pot incloure el tipus de tinta i de paper. La cal·ligrafia forense està acceptada judicialment, fins i tot amb pericials d'identificació d'individus.
Aquesta és una disciplina tècnica i científica basada en l'evidència. No s'ha de confondre amb la grafologia, una pseudociència que pretén determinar personalitats a partir de l'escriptura, però com a ciència no és reconeguda perquè no passa de l'evidència anecdòtica.
Actualment aquesta tècnica és usada en les policies del món per determinar autenticitat de notes de suïcidi, crims econòmics, escriptures de segrestos, etc.

## Peritatges comuns
- Determinació d'adulteració de documents.
- Autenticació de firmes.
- Verificació de fotocòpies per determinar la seva no-adulteració.
- Autentificació d'escriptures manuals de documents.
- Estudi d'impressions de lletres de màquines d'escriure.
- Anàlisi espectrogràfica de tinta.

Els pèrits es necessiten comunament en anàlisi de notes de suïcidi i testaments.